# 吹田市立片山小学校
吹田市立片山小学校（すいたしりつ かたやましょうがっこう）は、大阪府吹田市にある公立小学校。
地域の児童数の増加に伴い、1980年に従来の吹田市立千里第一小学校と吹田市立山手小学校の校区の一部を分離再編して設置された。開校以来2000年代まで、児童数1000人前後の規模を維持し、大規模校となっている。
市立吹田市民病院に院内学級を設置していたが、同病院の移転に伴い吹田市立岸部第一小学校へ移管された。

## 沿革
- 1980年（昭和55年）4月1日 - 現在地に開校。

## 通学区域
- 吹田市 朝日が丘町、片山町2・3丁目、原町2丁目、山手町4丁目、上山手町。

卒業生は基本的に吹田市立片山中学校へ進学する。

## 周辺
- 児童センター（なかよしハウス）

## 交通
- 東海道本線（JR京都線）吹田駅 北へ約1.2km。
- 阪急千里線 豊津駅 北東へ約1.3km。
- 阪急バス 片山小学校前バス停